# Soprano coloratura
| Tipo de Voz  | Tipo de Voz |
| Feminino     | Masculino   |
| ------------ | ----------- |
| Soprano      | Tenor       |
| Meio-soprano | Barítono    |
| Contralto    | Baixo       |

A soprano coloratura é um tipo de soprano operático que tem a voz mais aguda de todas e é especializado em repertório distinguido por sua agilidade, saltos e alta extensão superando facilmente o dó66  e não muito raramente até o fá6.
O termo coloratura se refere a ornamentação elaborada de uma melodia, característica das obras compostas para esse tipo de voz. Dentro a categoria coloratura existem papéis escritos especificamente para vozes mais leves conhecidas como lírico coloraturas e outros para vozes mais pesadas conhecidas como dramático coloraturas. Alguns papéis podem ser cantados por ambas vozes. Por exemplo, Lucia di Lammermoor de Gaetano Donizetti foi cantada no Metropolitan Opera por muitos anos e com muito êxito pela soprano lírico-coloratura Lily Pons, cuja voz era pequena e leve, mas também por Joan Sutherland, exemplo de soprano dramático coloratura. As categorias dentro do mesmo tipo de coloratura são determinadas pelo volume, peso e cor da voz.
Algumas das árias que pedem esse tipo de soprano são a  da Rainha da Noite, de A Flauta Mágica, que exige vários fá 6 e Popoli di Tessaglia!, de Mozart (composta como ária de inserção para a ópera Alceste de Gluck), que, no seu final,  pede  dois sol6, a mais alta  nota já escrita para a voz humana.
Uma das sopranos coloraturas mais conhecidas e de um alcance vocal estratosférico, chegando até o C7, tida como uma das principais do circuito erudito mundial, é a soprano brasileira Carla Maffioletti, famosa por ter sido solista do maestro André Rieu, onde literalmente se apresentou ao redor do mundo inteiro e encantou plateias de até 45 mil pessoas com suas acrobacias e voz potente..

## Soprano lírico coloratura
Uma voz leve e de extrema agilidade, capaz de rápidas passagens de coloratura e velozes acrobacias. Coloraturas líricas têm um alcance vocal que vai, aproximadamente, desde o dó central (dó  4) até o fá6, embora algumas sopranos, como Ingeborg Hallstein e a lendária Aloysia Weber excedessem esse limite até o si6 ou mesmo um  si bemol6.

## Soprano dramático coloratura
Esse tipo raro tem grande flexibilidade e poder comparado ao de spinto sopranos ou mesmo de puro sopranos dramáticos. Essas sopranos tem extensão que vai aproximadamente desde o si3, abaixo do dó central, até ao extremo do fá 6. Vários papéis para dramático coloratura  demandam diferenças vocais entre si, por exemplo - a voz que canta Abigail (Nabucco, de Verdi) é improvável cantar Lucia (Lucia Di Lammemoor, de Donizeti), mas um fator em comum é que esta voz deve ser capaz de demonstrar intensidade dramática e grande flexibilidade. Papéis que pedem por esta soprano são a Rainha Da Noite e alguns de Verdi. Este é um tipo muito raro pois é necessário ter cordas vocais espessas para produzir um grande som, e isso geralmente diminui a flexibilidade e as habilidades acrobáticas de uma voz, e é necessário finas cordas vocais para ter grande agilidade. Uma verdadeira incógnita vocal, contudo algumas notáveis performers se destacaram nesse repertório no século XX como La Divina Maria Callas, que era uma soprano sfogato especializada tanto em papéis dramáticos como líricos, e Edda Moser, uma verdadeira soprano dramática cujo alcance vocal ia até o sol 6. Outro notável soprano dramático coloratura foi a australiana Dame Joan Sutherland.

## Soprano ligeiro
Soprano ligeiro (ou soprano leggero, do original italiano) é o timbre feminino de soprano coloratura caracterizado por uma voz clara, doce e limitada, não indo tão alto como outros coloraturas. Porém tem uma grande agilidade e leveza, interpretando geralmente personagens alegres e joviais nas óperas italianas. A coloração da voz é semelhante à do ultraleggero, mas pode ter mais riqueza na coloração do que  este. Sua extensão vocal com uma maturidade pode ir além do mi 4 ao lá6.
A partir de meados do século XIX, tornou-se difícil encontrar papeis de soprano sem passagens de  coloratura. Assim, essa técnica tornou-se quase exclusiva das vozes  ligeiras (agudas e de timbre claro), a ponto de tornar o soprano de coloratura uma espécie de sinônimo de soprano ligeiro. A voz desse Soprano é leve, tem enorme facilidade com a coloratura e com o registro superior. É mais agudo que o Soubrette, tem um timbre levemente mais maduro e se destaca por ter um registro superior facilmente acessado e por conta dos papéis ao qual interpreta. Sopranos desse tipo diferem do Lírico Coloratura por conta do timbre metálico e quente (São raros).